# 连斯克

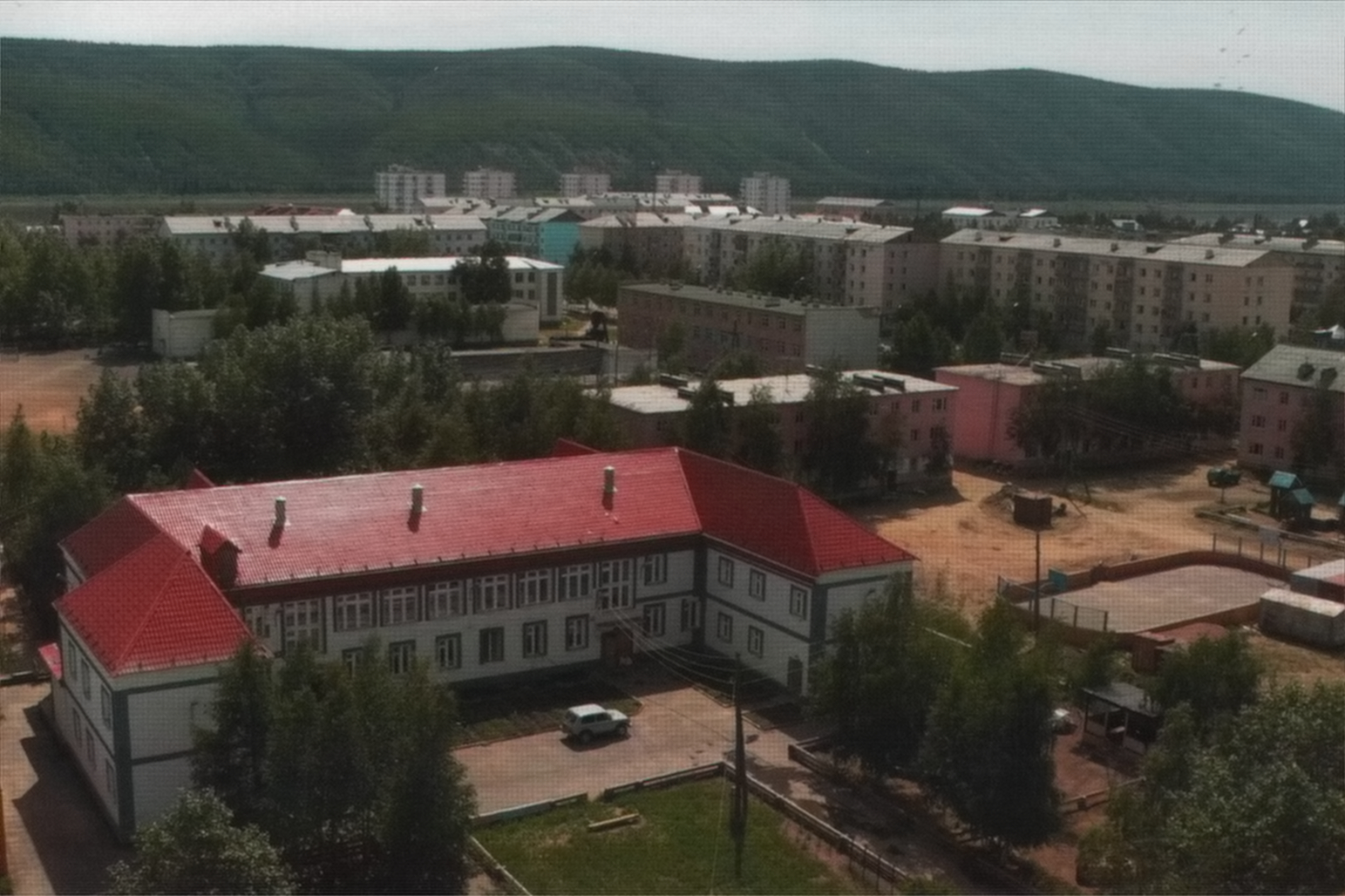
Ленск, 2007

连斯克（俄语：Ленск）是俄罗斯萨哈共和国的一座城市，2008年人口估计为24,500。连斯克位于勒拿河畔，距雅库茨克约840千米，有道路连接米尔内，也有定期航班来往米尔内、雅库茨克和伊尔库茨克。连斯克是勒拿河的主要港口。

## 水灾
2001年春季在连斯克发生了水灾。流冰的时候连斯克被勒拿河淹没了。
洪水之后连斯克变得很大。水灾给了它动机发展。